# Ködnitz
Ködnitz (oberfränkisch: Khengst) ist eine Gemeinde im oberfränkischen Landkreis Kulmbach in Bayern.

## Geographie

### Lage
Ködnitz liegt am linken Ufer des Weißen Mains zwischen dem Rangen im Westen und der Weinleite im Osten, beides sind Erhebungen, die zum Obermainischen Hügelland zählen. Die Weinleite ist als Naturschutzgebiet ausgezeichnet. Südlich des Ortes befindet sich ein ehemaliger Sandsteinbruch, der als Geotop ausgezeichnet ist.

### Gemeindegliederung
Es gibt 21 Gemeindeteile (in Klammern ist der Siedlungstyp angegeben):
- Buchhaus (Wüstung)
- Ebersbach (Dorf)
- Fölschnitz (Dorf)
- Forstlasmühle (Einöde)
- Haaghof (Einöde)
- Hauenreuth (Weiler)
- Heinersreuth (Dorf)
- Höllgraben (Einöde)
- Kauerndorf (Dorf)
- Ködnitz (Dorf)
- Leithen (Weiler)
- Listenberg (Weiler)
- Maierhof (Einöde)
- Mühlberg (Einöde)
- Pinsenhof (Einöde)
- Reisighof (Einöde)
- Reuth (Einöde)
- Spitzeichen (Dorf)
- Stephansreuth (Einöde)
- Tennach (Dorf)
- Zettmeisel (Einöde)

Die Einöde Veitsgraben ist kein amtlich benannter Gemeindeteil.
Es gibt auf dem Gemeindegebiet die Gemarkungen Kauerndorf, Ködnitz und Kulmbacher Forst (Gemarkungsteil 0). Die Gemarkung Ködnitz hat eine Fläche von 13,946 km². Sie ist in 1932 Flurstücke aufgeteilt, die eine durchschnittliche Flurstücksfläche von 7218,22 m² haben. In ihr liegen sämtliche Gemeindeteile der Gemeinde mit Ausnahme von Forstlasmühle, Kauerndorf und Mühlberg.

## Geschichte
Der älteste Teil der Gemeinde ist der Gemeindeteil Kauerndorf, der bereits kurz nach der Stauferzeit im sogenannten Interregnum im Jahr 1256 erstmals urkundlich erwähnt wurde.
Der Gemeindeteil Ködnitz wurde 1310 als „Kotentz“ erstmals urkundlich erwähnt. 1363 wurde der Ort erstmals „Kodnitz“ genannt. Namensgebend ist der slawische Personenname Choten mit dem Zugehörigkeitssuffix -ice. Der Ortsname bedeutet also Ort des Choten.
Gegen Ende des 18. Jahrhunderts bestand Ködnitz aus 40 bewohnten Anwesen. Das Hochgericht übte das bayreuthische Stadtvogteiamt Kulmbach aus. Dieses hatte zugleich die Dorf- und Gemeindeherrschaft. Grundherren waren
- das Kastenamt Kulmbach (5 Anwesen: 1 Sölde mit Zapfenschankgerechtigkeit, 1 Tropfgütlein, 2 Tropfhofstätten),
- der Markgräfliche Lehenhof Bayreuth (5 Anwesen: 2 Drittelhöfe, 1 Sölde, 1 Söldengütlein, 1 Tropfhaus),
- das Stiftskastenamt Himmelkron (14 Anwesen: 1 Mahlmühle, 1 unbebautes Gütlein, 1 Söldengut, 6 Sölden, 2 Häuslein, 2 Tropfhäuser, 2 Tropfhäuslein),
- das Klosteramt Kulmbach (7 Anwesen: 2 Drittelhöfe, 2 Sechstelhöfe, 1 Sölde, 1 Tropfhaus, 1 Hofstatt, 1 öde Hofstatt),
- die Amtsverwaltung Streitau (3 Anwesen: 1 Halbhof, 2 Viertelhöfe, 1 Tropfhaus),
- das Amt St. Johannis (4 Anwesen: 1 Gütlein, 3 Sölden),
- das Gotteshaus St. Petrus, Kulmbach (5 Anwesen: 3 Viertelhöfe, 2 Achtelhöfe).[11]

Ködnitz, ein ehemaliges Amt des seit 1792 preußischen Fürstentums Bayreuth, fiel im Frieden von Tilsit 1807 an Frankreich. Mit dem ehemaligen Fürstentum (→ Pays réservé) wurde Ködnitz 1810 an das Königreich Bayern verkauft.
Von 1797 bis 1810 unterstand der Ort dem Justiz- und Kammeramt Kulmbach. Mit dem Gemeindeedikt wurde Ködnitz dem 1811 gebildeten Steuerdistrikt Tennach und der 1812 gebildeten gleichnamigen Ruralgemeinde zugewiesen.
Im Jahre 1818 wurde der Gemeindesitz nach Ködnitz verlegt und die Gemeinde dementsprechend umbenannt. Zur Gemeinde gehörten Buchhaus, Ebersbach, Fölschnitz, Haaghof, Hauenreuth, Heinersreuth, Leithen, Listenberg, Maierhof, Pinsenhof, Reisighof, Spitzeichen, Stephansreuth, Tennach und Zettmeisel. Sie war in Verwaltung und Gerichtsbarkeit dem Landgericht Kulmbach zugeordnet und in der Finanzverwaltung dem Rentamt Kulmbach (1919 in Finanzamt Kulmbach umbenannt). In der freiwilligen Gerichtsbarkeit gehörten einige Anwesen bis 1848 Patrimonialgerichten an, die aus den ehemaligen Rittergütern entstanden sind. In der ersten Hälfte des 19. Jahrhunderts wurde auf dem Gemeindegebiet Reuth gegründet. 1831 wurde Plassenburg eingemeindet. Ab 1862 gehörte Ködnitz zum Bezirksamt Kulmbach (1939 in Landkreis Kulmbach umbenannt). Die Gerichtsbarkeit blieb beim Landgericht Kulmbach (1879 in Amtsgericht Kulmbach umbenannt). 1894 wurde auf dem Gemeindegebiet Höllgraben erbaut. Die Gemeinde hatte ursprünglich eine Fläche von 14,139 km², die sich durch die Umgliederung der Plassenburg nach Kulmbach im Jahre 1908 auf 14,008 km² verkleinerte.

### Eingemeindungen
Ködnitz wurde am 1. April 1971 durch die Gebietsreform um die Gemeinde Kauerndorf vergrößert. Teile von Höllgraben wurden am 1. Januar bzw. am 1. April 1978 nach Kulmbach umgegliedert.

### Einwohnerentwicklung
Im Zeitraum von 1988 bis 2018 sank die Einwohnerzahl von 1677 auf 1562 bzw. um 6,9 %.
Gemeinde Ködnitz
| Jahr      | 1818   | 1840   | 1852   | 1861   | 1867   | 1871   | 1875   | 1880   | 1885   | 1890   | 1895   | 1900   | 1905   | 1910   | 1919   | 1925   | 1933   | 1939   | 1946   | 1950   | 1961   | 1970   | 1987   | 1995 | 2005 | 2015   | 2017   |
| Einwohner | 662    | 848    | 1717   | 1474   | 1725   | 1814   | 1685   | 1794   | 1798   | 1607   | 1669   | 1661   | 1668   | 944    | 965    | 940    | 944    | 865    | 1262   | 1282   | 1031   | 1111   | 1700   | 1786 | 1690 | 1595   | 1560   |
| Häuser    | 126    |        |        |        |        | 149    |        |        | 148    | 161    |        | 151    |        |        |        | 162    |        |        |        | 168    | 183    |        | 452    |      |      | 525    | 526    |
| Quelle    | [ 13 ] | [ 19 ] | [ 19 ] | [ 20 ] | [ 21 ] | [ 22 ] | [ 23 ] | [ 24 ] | [ 25 ] | [ 26 ] | [ 19 ] | [ 14 ] | [ 19 ] | [ 27 ] | [ 19 ] | [ 15 ] | [ 19 ] | [ 19 ] | [ 19 ] | [ 28 ] | [ 29 ] | [ 30 ] | [ 31 ] |      |      | [ 32 ] | [ 32 ] |

Ort Ködnitz
| Jahr      | 001809 | 001818 | 001861 | 001871 | 001885 | 001900 | 001925 | 001950 | 001961 | 001970 | 001987 |
| Einwohner | 180    | 188    | 213    | 273    | 200    | 296    | 276    | 360    | 308    | 277    | 289    |
| Häuser    |        | 40     |        |        | 46     | 46     | 47     | 49     | 54     |        | 76     |
| Quelle    | [ 33 ] | [ 13 ] | [ 20 ] | [ 22 ] | [ 25 ] | [ 14 ] | [ 15 ] | [ 28 ] | [ 29 ] | [ 30 ] | [ 31 ] |

## Politik und Öffentliche Verwaltung
Die Gemeinde ist Teil der Verwaltungsgemeinschaft Trebgast.

### Bürgermeisterin
Erste Bürgermeisterin ist seit 1. Mai 2020 Anita Sack (Freie Wähler). Vorgänger war Stephan Heckel (CSU).

### Gemeinderat
Die Kommunalwahlen seit 2008 führten zu folgenden Sitzverteilungen im Gemeinderat:
| Partei/Liste                               | 2008  | 2014  | 2020  | 2020  |
| Partei/Liste                               | Sitze | Sitze | %     | Sitze |
| ------------------------------------------ | ----- | ----- | ----- | ----- |
| CSU                                        | 03    | 03    | 22,26 | 3     |
| SPD                                        | 01    | 01    | 5,78  | 1     |
| Wählergemeinschaft Fölschnitz/Freie Wähler | 03    | 03    | 33,22 | 4     |
| Wählergemeinschaft Kauerndorf/Wählerunion  | 02    | 02    | 17,87 | 2     |
| Wählergruppe Rangen                        | 02    | 02    | 12,63 | 1     |
| Wählergemeinschaft                         | 01    | 01    | 8,24  | 1     |
| Gesamt                                     | 12    | 12    | 100   | 12    |

### Wappen und Flagge
Wappen
| Wappen von Ködnitz | Blasonierung: „Über einem schwarzen Schildfuß, darin ein silberner Wellenbalken, in Rot eine durchgehende eingeschweifte silberne Spitze, darin die rote Krümme eines Abtstabes, beseitet von je einer silbernen heraldischen Rose mit goldenen Butzen.“ |
| Wappen von Ködnitz | Wappenbegründung: Die Gemeinde Ködnitz besteht seit 1971 aus den ehemals selbstständigen Gemeinden Kauerndorf und Ködnitz. Im Gemeindewappen sind Elemente aus den Wappen der Herren von Guttenberg und der Herren von Plassenberg enthalten, beides Adelsgeschlechter, die grundherrschaftliche Ansprüche in den Orten der heutigen Gemeinde hatten. Die beiden Rosen weisen auf die Herren von Guttenberg hin und die geschweifte Spitze auf die Herren von Plassenberg. Die Farben Silber und Schwarz im Schildfuß erinnern an die einstigen Landesherren, die Burggrafen von Nürnberg und späteren Markgrafen von Brandenburg. Die rote Krümme eines Abtstabes stellt die einstigen Beziehungen von Kauerndorf zum Kloster Langheim dar. Der silberne Wellenbalken weist auf den durch das Gemeindegebiet fließenden Weißen Main hin. Dieses Wappen wird seit 1984 geführt. |

Flagge
Die Gemeindeflagge ist rot-weiß.

## Wirtschaft
Im Jahr 2022 erzielte Ködnitz Einnahmen aus der Gewerbesteuer in Höhe von 197 TEUR. Mit einem Gewerbesteuerhebesatz von 330 % zählt die Gemeinde zu den steuerlich attraktiven Standorten Deutschlands.

## Kultur und Sehenswürdigkeiten

### Bauwerke

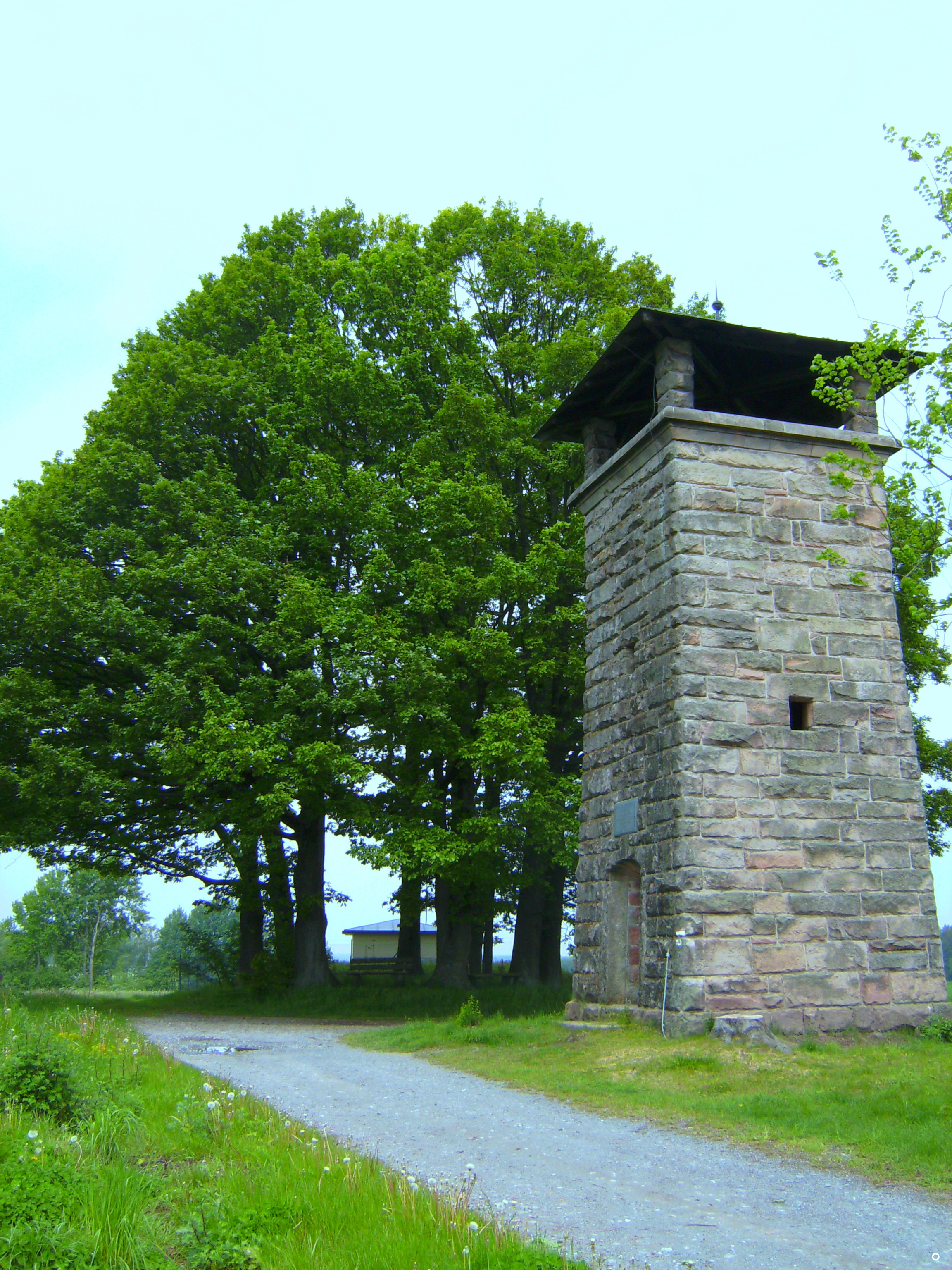
Spitzeichner Turm (Mai 2010)

Unweit östlich des Gemeindeteils Spitzeichen steht der 1927 errichtete Spitzeichener Turm, ein überdachter etwa zehn Meter hoher Aussichtsturm.

### Dorfschulmuseum
Im 1860 errichteten Schulhaus des Orts wurde 1993 das Dorfschulmuseum eröffnet. Bis 1969 wurden in dem Sandsteingebäude in einem einzigen Klassenzimmer bis zu 75 Schulkinder aller Jahrgangsstufen gemeinsam unterrichtet. Geöffnet ist das Museum sonn- und feiertags von April bis Oktober von 14 bis 16 Uhr.

## Verkehr
Die Staatsstraße 2182 führt nach Fölschnitz (2,1 km nordwestlich) bzw. nach Waizendorf (1,5 km südöstlich). Eine Gemeindeverbindungsstraße führt an Listenberg vorbei zur Kreisstraße KU 10 (1,7 km südwestlich). Von dieser zweigt eine Gemeindeverbindungsstraße nach Ebersbach ab. Weitere Gemeindeverbindungsstraßen führen an Reuth vorbei nach Reuthlashof (3,5 km nordöstlich) und nach Reisighof (3 km südwestlich). Ein Anliegerweg führt nach Veitsgraben (0,7 km südlich).